# (33259) 1998 HL39
1998 HL39 (asteroide 33259) é um asteroide da cintura principal. Possui uma excentricidade de 0.20921380 e uma inclinação de 17.23517º.
Este asteroide foi descoberto no dia 20 de abril de 1998 por LINEAR em Socorro.